# Loena 23
Loena 23 of Loenik 23 (Russisch: Луна-23) was een onbemande ruimtevlucht in het kader van het Sovjet Loenaprogramma.
Loena 23 landde op de Maan met de bedoeling terug te keren met een bodemmonster. De lander was echter beschadigd geraakt tijdens de landing in de Mare Crisium. Het apparaat dat een bodemmonster moest nemen werkte niet goed meer. Nog drie dagen  bleef het zenden. In 1976 is de Loena 24 op dezelfde plek geland en heeft een monster genomen en naar de aarde gestuurd.
Loena 23 was als eerste maanlander aangepast om dieper te kunnen boren, daarom is de naam gewijzigd van Ye-8-5 naar Ye-8-5M. Loena 16 en 20 hadden bodemmonsters genomen van 30 cm diep; dit nieuwe scheepje kon boren tot een diepte van 2,5 meter.
Loena 23 is gelanceerd op 28 oktober 1974 en kwam na een koerscorrectie op 31 oktober 1974, op 2 november in een baan om de Maan van 104 bij 94 km, inclinatie 138 graden.
Nadat de baan een paar keer was aangepast, landde het vaartuig op 6 november in het zuidelijkste deel van Mare Crisium, 13 graden NB; 62 graden OL. Tijdens deze landing, die  in niet-ideaal terrein plaats moest vinden, raakte de boor beschadigd.
De geleerden ontwierpen een aangepast onderzoekprogramma, waarmee men tot 9 november 1974 contact had.

## In de media
- Loena 23 speelt een rol in het spelletje Mass Effect
- Planetoïde 2010 KQ is vermoedelijk een rakettrap van Loena 23.